# アニー・フィッシャー
アニー・フィッシャー（Annie Fischer, 1914年7月5日 - 1995年4月10日）はハンガリーのピアニスト。ブダペスト出身。

## 来歴
8歳でベートーヴェンのピアノ協奏曲第1番を演奏したと伝えられている。1923年にフランツ・リスト音楽院に入学し、アルノルド・セーケイやエルンスト・フォン・ドホナーニらの薫陶を受けた。1928年には在学中ながらチューリッヒで演奏して国際的な注目を浴びた。1933年に国際リスト・コンクールで優勝し、専らヨーロッパで演奏活動を行なった。1937年には23歳で音楽評論家であったアラダール・トートと結婚した。また、第二次世界大戦中はスウェーデンに避難していたが、第二次大戦後の1947年に再びブダペストを拠点に演奏活動を展開したため大西洋を渡ったことは2度しかないという。戦後、ブダペスト歌劇場芸術監督に就任したアラダール・トートが招聘した指揮者オットー・クレンペラーに見出され、アムステルダム、ロンドンで共演する。1950年代にロンドンのアビー・ロード・スタジオで録音したベートーヴェン、シューベルト、シューマンのピアノ音楽には、フィッシャーの真摯な音楽作りや虚飾のない表現が示され、一連の録音はLes Introuvables d'Annie FischerとしてEMIから発売されたこともある。
1961年には、ジョージ・セルが指揮するクリーヴランド管弦楽団と共演し、アメリカデビューを飾った。1980年に日本国際音楽コンクールの審査員として初来日し、その後しばしば日本に訪れるようになった。1995年にブダペストにて没。没後フンガロトン・レーベルより1977年から1978年にかけて録音したベートーヴェン・ツィクルスが単品で順次発売され、後年にベートーヴェンピアノソナタ全集として9枚組のディスクとして発売された。しかし、フィッシャーはこの録音に懐疑的であり生前は発売を許さなかった。
溌溂とした表現力と譜読みの確かさ、細部にわたる集中力から、スヴャトスラフ・リヒテルなどの音楽家から称賛された。モーツァルトやベートーヴェン、シューベルト、シューマン、バルトークなどのレパートリーは評価が高く、残された録音は好楽家から人気がある。